# Koning Saud Universiteitstadion
Het Koning Saud Universiteitstadion (Arabisch: استاد جامعة الملك سعود) is een multifunctioneel stadion in Riyad, een stad in Saoedi-Arabië. Vanwege sponsorredenen wordt het stadion ook MRSOOL Park genoemd.
Het stadion wordt vooral gebruikt voor voetbalwedstrijden, de voetbalclub Al-Hilal maakt gebruik van dit stadion tussen 2018 en 2020. Al-Nassr maakt er sinds 2020 gebruik van. In het stadion is plaats voor 25.000 toeschouwers. Het stadion werd geopend in 2015.
In 2018 en 2019 werd hier de finale van de Supercoppa gespeeld, de Italiaanse Supercup.